# 伊豆七島海運
伊豆七島海運（いずしちとうかいうん）株式会社は、東京-伊豆諸島間や、伊東-伊豆諸島を主な定期航路として運航する東海汽船系列の貨物船会社である。各島の荷役作業は、東海汽船の代理店が行う。

## 概要
この会社に所属している貨物船は、各島の個人会社が所有する貨物船である（チャーター）。そのため、東京港と伊豆諸島の港を往復するのみであるが、船籍港は各船舶によりバラバラである。それら貨物船会社をオペレーションし、東海汽船の貨客船にて搭載できない貨物を輸送するため、東海汽船が1981年に設立した会社である。搭載貨物は生活物資を含むものであり離島へは欠かせないライフラインとして運航している。その他、首都圏水族館への海水を搬入しており、個人や料亭等への海水販売も行っている。
本社 東京都港区海岸三丁目6番43号 東海汽船貨物部内
辰巳営業所 東京都江東区辰巳三丁目21番16号 都営埠頭内
関連企業として伊豆諸島開発株式会社がある。
かつては、東京七島海運という社名だったが、東海汽船の資本が入る段階で、現在の社名になった。

## 運航船舶
- 友正丸 - 船籍:東京
- 第58日祥丸 - 船籍:大分県佐伯港
- 第28福寿丸 - 船籍:東京・大島
- 第18清光丸 - 船籍:東京・神津島
- 新生丸 - 船籍:東京・式根島